# Renault 7 CV

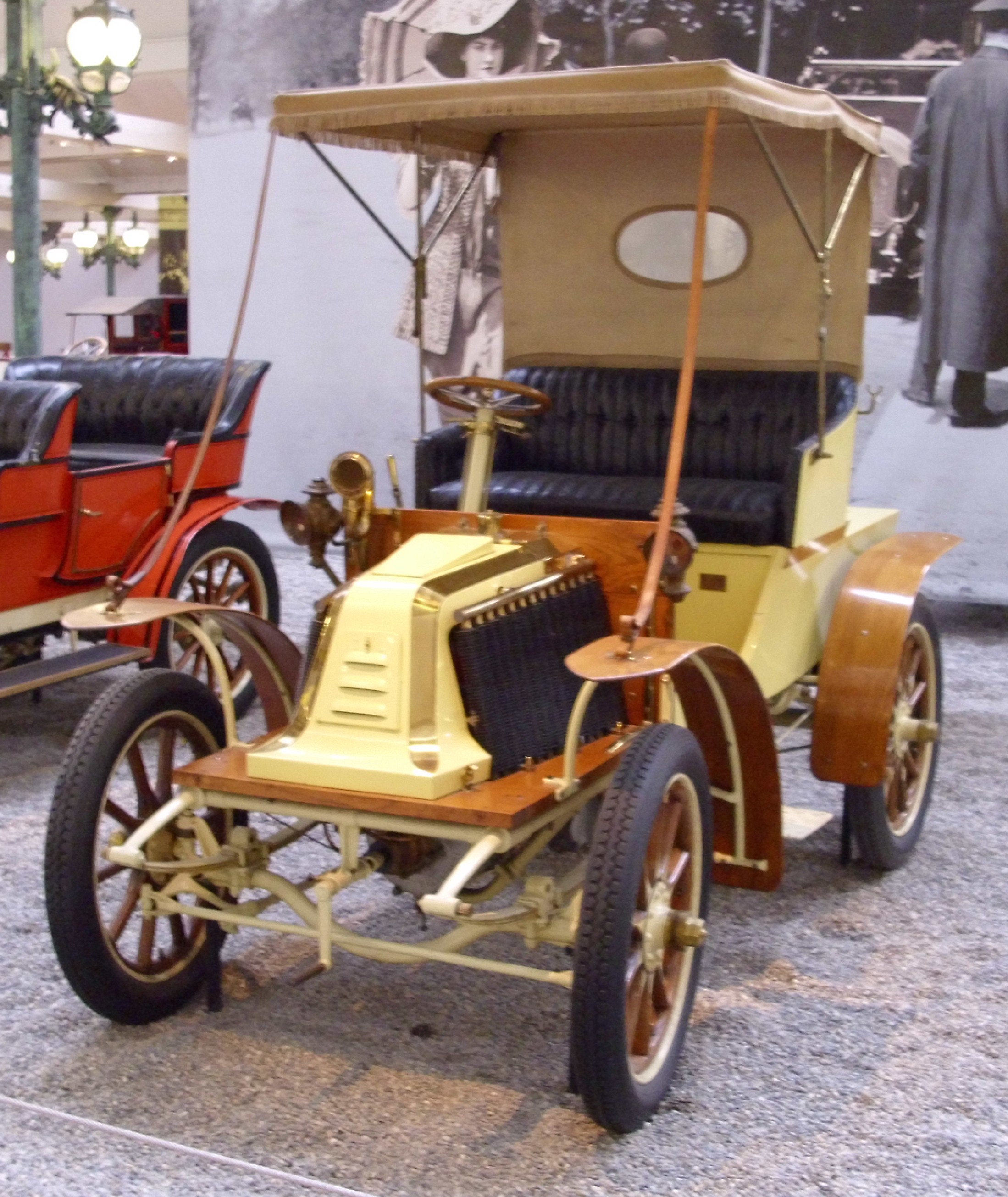
Renault Type T

Der Renault 7 CV war eine Pkw-Modellreihe des französischen Automobilherstellers Renault aus der Zeit vor dem Zweiten Weltkrieg. Dabei stand das CV für die Steuer-PS. Zu dieser Modellreihe gehörten:
- Renault Type R (1903)
- Renault Type T (1903–1904)